# Spring tour '08 〜呼吸する楽園〜
『spring tour '08 〜呼吸する楽園〜』（スプリングツアーゼロハチこきゅうするらくえん）は、アンダーグラフ初のライブDVD。2008年10月1日にFOR LIFE MUSIC ENTERTAINMENTより発売。

## 概要
同ライブツアー当時において最新曲であり初披露された「記憶」「ロックスター」の2曲及び、ダブルアンコールにおいて披露された「ティアラ」の映像はこのDVDに未収録となっている。

## 収録曲
1. タイムリープ
2. 春前の灯火
3. パーソナルワールド
4. 9
5. 五色の虹
6. 君の住む街へ
7. アンブレラ
8. 幸せのカタチ
9. また帰るから
10. ユビサキから世界を
11. セカンドファンタジー
12. ハイスピードカルチャー
13. アカルキミライ
14. 枯れたサイレン
15. 楽園エステ
16. ピース・アンテナ
17. パラダイム
18. ツバサ
19. 忘却の末、海へ還る。